# Chevreaux
Chevreaux és un municipi francès situat al departament del Jura i a la regió de Borgonya - Franc Comtat. L'any 2007 tenia 147 habitants.

## Demografia

### Població
El 2007 la població de fet de Chevreaux era de 147 persones. Hi havia 57 famílies de les quals 23 eren unipersonals (15 homes vivint sols i 8 dones vivint soles), 19 parelles sense fills i 15 parelles amb fills.
La població ha evolucionat segons el següent gràfic:
Habitants censats

### Habitatges
El 2007 hi havia 75 habitatges, 61 eren l'habitatge principal de la família, 13 eren segones residències i 1 estava desocupat. 75 eren cases i 1 era un apartament. Dels 61 habitatges principals, 51 estaven ocupats pels seus propietaris, 10 estaven llogats i ocupats pels llogaters i 1 estava cedit a títol gratuït; 1 tenia una cambra, 4 en tenien dues, 17 en tenien tres, 16 en tenien quatre i 23 en tenien cinc o més. 56 habitatges disposaven pel capbaix d'una plaça de pàrquing. A 31 habitatges hi havia un automòbil i a 24 n'hi havia dos o més.

### Piràmide de població
La piràmide de població per edats i sexe el 2009 era:
| Homes | Edats   | Dones |
| ----- | ------- | ----- |
| 0     | 95 o +  | 0     |
| 0     | 90 a 94 | 4     |
| 0     | 85 a 89 | 4     |
| 0     | 80 a 84 | 4     |
| 0     | 75 a 79 | 8     |
| 0     | 70 a 74 | 8     |
| 8     | 65 a 69 | 8     |
| 8     | 60 a 64 | 4     |
| 8     | 55 a 59 | 4     |
| 4     | 50 a 54 | 4     |
| 0     | 45 a 49 | 4     |
| 16    | 40 a 44 | 4     |
| 4     | 35 a 39 | 12    |
| 0     | 30 a 34 | 4     |
| 4     | 25 a 29 | 8     |
| 4     | 20 a 24 | 0     |
| 8     | 15 a 19 | 0     |
| 8     | 10 a 14 | 4     |
| 12    | 5 a 9   | 12    |
| 8     | 0 a 4   | 0     |

## Economia
El 2007 la població en edat de treballar era de 80 persones, 55 eren actives i 25 eren inactives. De les 55 persones actives 54 estaven ocupades (31 homes i 23 dones) i 1 aturada (1 dona i 1 dona). De les 25 persones inactives 10 estaven jubilades, 6 estaven estudiant i 9 estaven classificades com a «altres inactius».

### Ingressos
El 2009 a Chevreaux hi havia 63 unitats fiscals que integraven 138 persones, la mediana anual d'ingressos fiscals per persona era de 16.838 €.

### Activitats econòmiques
L'any 2000 a Chevreaux hi havia 12 explotacions agrícoles que ocupaven un total de 208 hectàrees.

## Poblacions més properes
El següent diagrama mostra les poblacions més properes.